# Sexy à mort
Pour plus de détails, voir Fiche technique et Distribution.
Sexy à mort (Drop Dead Sexy) est un film américain réalisé par Michael Philip en 2005.

## Synopsis
Frank et Eddie ont des idées de grandeur et ont besoin d'argent. Spider, l'escroc du coin, leur offre une opportunité. Chemin faisant, leur camion explose et doivent maintenant 250 000$ de marchandise.
Tout en se cachant de Spider, un article de journal évoque la mort d'une riche héritière de Tom Harkness, l'homme le plus riche de la ville. Les deux comparses élaborent un plan : voler les bijoux de la défunte. Surprise : l'héritière a été inhumée sans bijoux ! Que faire ?
Ne lâchant pas prise, les deux lascars tentent alors de faire chanter Tom Harkness pour obtenir une rançon contre la dépouille de son ex-petite amie. Au moment de compléter la rançon, ils tombent sur l'assassin de la défunte...

## Fiche technique
- Titre : Sexy à mort
- Réalisation : Michael Philip
- Scénario : Paul Doiron, John Benjamin Martin et Michael Philip
- Producteurs : Charles Acosta, Michael Philip, Richard Middleton et Duncan Montgomery
- Coproducteur : Jo Marr
- Producteurs exécutifs : Geoff Armstrong, Richard Kooris et Tim McClure
- Coproducteurs exécutifs : Mike Curb, Stephen Hays et Carole Curb Nemoy
- Producteurs associés : Dave Fraunces et Jimmy Schwertner
- Musique : Deborah Lurie
- Image : Thomas L. Callaway (en) et Richard Kooris
- Montage : Mark Coffey, Mel Rodriguez et Mark Scheib
- Distribution des rôles : Shannon Makhanian
- Création des décors : John Huke
- Décorateur de plateau : Randy Huke
- Création des costumes : Lee Hunsaker
- Maquillage : Wendy Boscon (coiffure)
- Directeur de production : P. Dirk Higdon
- Sociétés de production : Arrival Pictures, Mythos Studios ND et Nichol Moon Films
- Sociétés de distribution : Lions Gate Films Home Entertainment (États-Unis) • UFG (France)
- Pays :  États-Unis
- Genre : Comédie
- Durée : 83 minutes
- Dates de sortie :
  -  États-Unis : 12 mars 2005 (South by Southwest Film Festival) • 22 avril 2006 (Festival du film de Newport Beach) • 26 septembre 2006 (première DVD)
  -  France : 12 mai 2005 (Cannes Film Market) • 8 novembre 2007 (première DVD)[1]

## Distribution
- Jason Lee : Frank
- Crispin Glover (VF : Fabien Jacquelin) : Eddie
- Pruitt Taylor Vince : Spider
- Melissa Keller : Crystal
- Audrey Marie Anderson : Natalie
- Lin Shaye : Ma Muzzy
- Xander Berkeley : Harkness
- Burton Gilliam : Big Tex
- Joseph D. Reitman : Tiny
- Diane Klimaszewski : Brandy
- Elaine Klimaszewski : Amber
- Brad Dourif : Herman
- Amber Heard : Candy